# Für Sie, Madame …
Für Sie, Madame … (Originaltitel Vogues of 1938, auch Walter Wanger’s Vogues of 1938) ist ein US-amerikanischer Musicalfilm des Regisseurs Irving Cummings aus dem Jahr 1937.

## Handlung
George Curson ist Besitzer eines der angesagtesten New Yorker Modehäuser, bis zu dem Tag, an dem er Wendy Van Klettering den Wunsch verweigert, die Lieferung ihres Hochzeitskleides zu verschieben. Wendy will den stinkreichen, aber langweiligen Henry Morgan doch nicht heiraten und versucht aus der Ehe herauszukommen. Als ihr Wunsch nicht erfüllt wird, verlässt sie Morgan dennoch. Curson denkt sich nichts dabei, hat er doch andere Sorgen: Cursons Frau, die ehemalige Schauspielerin Mary, drängt auf den Laufsteg. Seine Stardesignerin Sophie Miller hat eine Assistentin namens Betty, die mit dem Möchtegern-Designer Prince Muratov verheiratet ist. Dieser versucht selbst, als Modeschöpfer Fuß zu fassen. Dies kommt Morgan gerade recht, der sich dafür rächen will, dass ihn seine zukünftige Frau verlassen hat. Also baut er für Muratov ein Modehaus auf. Dieser wiederum lässt Betty das neueste Design von Sophie stehlen.
Muratov versucht nun eine langjährige Kundin von Curson namens Mrs. George Curtis-Lemke dazu zu überreden, „seine“ Kreationen bei einer Show zu tragen. Es gelingt zwar Wendy, die sich mittlerweile in Curson verliebt hat und als Model für ihn arbeitet, den Auftritt zu sabotieren und den Modewettbewerb zu gewinnen, doch Cursons Probleme beginnen erst: Brockton, ein Freund der Familie, versucht Marys Karriere voranzubringen. Seine erste Show „The Vogues of 1938“ mit Mary als Model wird ein Flop, dennoch besteht Mary darauf, das Curson weiterhin Geld in die Show steckt. Schließlich setzt jedoch kein Erfolg ein und Curson ist pleite.
Morgan will nun das Gebäude von Curson aufkaufen. Es gelingt jedoch Curson seine Kreationen zurückzuerlangen. Zudem bekommt er die Sets von Brocktons gefloppter Show geliefert. Um sein Hab und Gut zu retten, veranstaltet er damit eine eigene Modeshow in seinem Gebäude. Alle Versuche von Morgan die Show zu stoppen, scheitern und sogar der inzwischen von Morgan gefeuerte Muratov hilft seinem ehemaligen Rivalen. Die Show wird ein riesiger Erfolg und Curson kann seine Karriere fortsetzen. Mary kommt gegen Ende der Show aus Reno zurück, wo sie eine Blitzscheidung vollzogen hat. Dies macht Curson aber nichts aus, den er verlobt sich kurz darauf mit Wendy.

## Hintergrund
Für Sie, Madame … ist ein früher Technicolorfilm. Walter Wanger, Produzent des Films, wollte bereits 1934 einen solchen Film drehen, da er zu diesem Zeitpunkt Frances Langford unter Vertrag genommen hatte. Als einer der ersten, der mit Kampf in den Bergen einen Farbfilm drehen gelassen hatte, wartete er jedoch darauf, dass das Verfahren ausgefeilt war. Tatsächlich wurden dann auch Szenen mit Langford gedreht, die es jedoch nicht in den fertigen Film schafften.
Das Musical verbindet Elemente des Liebesfilms mit dem der Filmkomödie. Als Hauptdarsteller konnten der Oscar-Preisträger Warner Baxter, Joan Bennett, Helen Vonson, Mischa Auer, Alan Mowbray, Jerome Cowan, Alma Kruger und Marjorie Gateson gewonnen werden. Für Joan Bennett markierte der Auftritt einen weiteren Karrieremeilenstein, denn am Set lernte sie Walter Wanger kennen, der zunächst ihr Mentor und dann ihr Ehemann wurde. Auf dem Laufsteg wurden verschiedene Models jener Zeit präsentiert, unter anderem die Werbeträgerinnen für die Zigarettenmarken Lucky Strike und Chesterfield, für die Seife Lux und für die Zahnpasta Pepsodent.
Der Film erhielt zwei Oscar-Nominierungen, einmal für das Beste Szenenbild und einmal für den Besten Song. Nominiert wurde das Lied That Old Feeling von Shep Fields.

## Kritik
Das Magazin Variety lobte das Skript des Musicals, das mehr an ein Libretto als an ein Musical erinnere. Zudem würde das Skript viele Geheimnisse der Modeindustrie offenlegen. Hervorgehoben wurden die Auftritte namhafter Models. Von der technischen Seite wurde die Verwendung von Technicolor als bisher beste Anwendung des Verfahrens bezeichnet.